# Laspeyria obscura
Laspeyria obscura är en fjärilsart som beskrevs av Barend J. Lempke 1949. Laspeyria obscura ingår i släktet Laspeyria och familjen nattflyn. Inga underarter finns listade i Catalogue of Life.